# Stalag X B
Stalag X B Sandbostel był w czasie II wojny światowej niemieckim obozem jenieckim dla żołnierzy i podoficerów, położonym w pobliżu miasteczka Sandbostel w północno-zachodnich Niemczech, 9 km na południe od Bremervörde, 43 km na północny wschód od Bremy. Położony na bagnistym terenie o wilgotnym, zimnym klimacie, należał do jednego z najgorszych obozów. Pomiędzy 1939 a 1945 rokiem przewinęło się przez to miejsce ponad milion jeńców 46 narodowości. Blisko 50 tysięcy zmarło z głodu, chorób, wycieńczenia, lub też zostało zamordowanych.

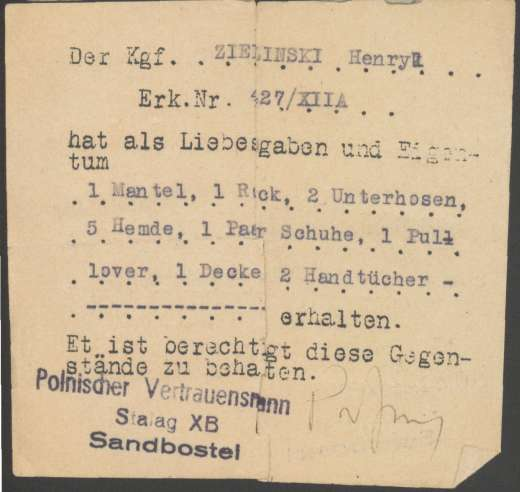
Karta wyposażenia polskiego jeńca Stalagu X B Sandbostel

## Historia
Obóz powstał w roku 1933 jako miejsce internowania dla osób niewygodnych dla III Rzeszy, ale po wybuchu wojny 1939 przekształcono go w obóz jeniecki dla wziętych do niewoli we wrześniu żołnierzy polskich, z wydzieloną strefą dla internowanych brytyjskich cywilów. Z braku baraków osadzeni mieszkali przeważnie w namiotach.
W czerwcu 1940 r. populację obozu zasilili żołnierze francuscy i belgijscy, a w pobliżu powstały dwa podobozy dla brytyjskiej marynarki wojennej i (osobno) handlowej. W maju 1941 zaczęto zwozić jeńców wziętych podczas kampanii na Bałkanach, głównie brytyjskich i jugosłowiańskich, a w dwa miesiące później zaczęli napływać masowo jeńcy sowieccy, wzięci podczas Operacji Barbarossa; trzymano ich na otwartej, jedynie ogrodzonej, przestrzeni, gdzie wymierali masowo – przede wszystkim z głodu. Stan obozu na dzień 1 grudnia 1941 wynosił: 1664 Polaków, 18 210 Francuzów, 2871 Belgów, 2459 Brytyjczyków, 5361 Jugosłowian i 9271 żołnierzy radzieckich.
We wrześniu 1943 pojawili się Włosi aresztowani po kapitulacji Włoch. Niemcy uznali, że – podobnie jak jeńców radzieckich – nie obejmuje ich konwencja genewska i „zapewnili” im niemal identycznie złe warunki bytowe. Podobóz włoski graniczył z radzieckim.
W październiku 1944 roku, po upadku powstania warszawskiego pojawili się jeńcy-żołnierze AK, w tym ponad tysiącosobowa grupa kobiet-żołnierzy. Te ostatnie rozlokowane zostały w podobozie w Gross-Lübars. Stan obozu na dzień 1 listopada 1944 wynosił: 4895 Polaków, 11 337 Francuzów, 1732 Belgów, 3040 Jugosłowian, 20 169 obywateli ZSRR i 9453 Włochów. W marcu i kwietniu 1945 około 8 tysięcy więźniów obozu koncentracyjnego Neuengamme rozmieszczono na terenie dawnego (zlikwidowanego w 1942 roku) obozu dla marynarzy.
Obóz został wyzwolony przez wojska brytyjskie 29 kwietnia 1945 roku.